# Джумайловка
Джумайловка — хутор в Калининском районе Краснодарского края.
Административный центр Джумайловского сельского поселения.

## География
Скорее всего название этого хутора идет от фамилии казачьего атамана Джумайло, бывшего на тех землях.

### Улицы
| - пер. Новый, - пер. Школьный, - пер. Южный, - ул. Артельная, - ул. Безгласного, - ул. Братьев Степановых, - ул. Гагарина, - ул. Молодёжная, | - ул. Набережная, - ул. Олимпийская, - ул. Придорожная, - ул. Речная - ул. Степная, - ул. Чапаева |

## История
В 1999 году в черту хутора включен соседний хутор Бельчанский.

## Население
| 2002 | 2010  |
| ---- | ----- |
| 1528 | ↘1245 |

## Инфраструктура
Личное подсобное хозяйство с зоной сельскохозяйственного использования, индивидуальная застройка усадебного типа.
Основа экономики — сельское хозяйство.
Дом культуры. Средняя общеобразовательная школа № 3.
Электрическая подстанция Джумайловская.

## Памятные места, достопримечательности
Могила рядового Советской Армии А. В. Безгласного.
Братская могила советских воинов, 1943 г., перезахоронение 1999 г.

## Транспорт
Автобусное сообщение с райцентром. Остановка общественного транспорта «Джумайловка».